# 케리 딕슨
케리 딕슨(Kerry Dixon, 1961년 7월 24일 ~ )은 잉글랜드 루턴 출신의 전직 프로 축구 선수이다.
1979년 프로 선수로 첫 데뷔하였다. 1983부터 1992년 시즌에 첼시 FC에서 활약하며 335경기에 출장하여 147골을 기록하였다. 현역 시절 포지션은 스트라이커였다. 첼시에서 100골 이상의 기록을 가지고 있는 7명의 선수 중 하나이다.